# Jan Oscar De Gruyter
Jan Oscar de Gruyter (Gent, 10 maart 1885 - Nice, 27 februari 1929) was een Vlaams theatermaker.

## Opleiding
De Gruyter was de zoon van een beenhouwer en woonde naast de Minardschouwburg (de toenmalige officiële schouwburg). Hij volgde onderricht in een kostschool te Eine, in het Instituut Laurent aan de Onderstraat, volgde daarna het Gentse Atheneum waar hij zijn humaniora voltooide. Via de middenjury kwam hij in de faculteit van wijsbegeerte en letteren. Met een dissertatie over het Gents dialect promoveerde hij in 1907 tot doctor in de Germaanse filologie. Onder invloed van enkele professoren en medestudenten wordt hij een strijdbaar Vlaamsgezind intellectueel.

## Toneel

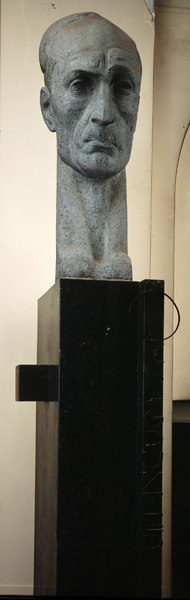
Beeld van De Gruyter in de Gentse Schouwburg, door Emiel Poetou

De voorstellingen gegeven door de Nederlanders Bouwmeester en Royaards hadden hem sterk beïnvloed. Hij stichtte in 1908 de Vlaamse vereniging voor Toneel en Voordrachtkunst. Als cultuurflamingant eiste hij onvoorwaardelijk een algemeen beschaafde spreekvorm, met dit voorbehoud echter, dat het Vlaams temperament in de intonatie zou blijven tot uiting komen. Even hardnekkig bestreed hij het vedettesysteem, hij ijverde voor spontaan en homogeen spel.
Hij was de eerste leraar en bezieler van de Gentse Toneelschool gesticht op 12 maart 1911 die op een veel hoger peil stond dan het toenmalige Conservatorium. Hij bleef er tot aan het uitbreken van de Eerste Wereldoorlog. De Gruyter was ingelijfd als kanonnier bij de eerste divisie, werd later brigadier, sergeant en ten slotte foerier bij het vervoerwezen. In december 1917 stichtte hij samen met Juliaan Plateau en luitenant Danckaert, het Fronttoneel. De eerste vertoning van ‘Het Fronttoneel’ werd gegeven te Hoogstade met het stuk Warenar van P.C. Hooft, het werd een triomf. Na de oorlog nam De Gruyter ontslag als studiemeester aan het atheneum te Gent. Op 10 augustus 1920 werden de contracten getekend voor een nieuw gezelschap: ‘het Vlaamse Volkstoneel’. Vlaanderen had een eigen theater verworven, leerde beschaafd spreken, maakte kennis van de Nederlandse en de vreemde dramatiek, liefhebbers werden geprikkeld tot zuivering van taal, repertorium en spel.
In dat jaar 1920 stelde hij zich kandidaat voor het ambt van directeur van de Koninklijke Schouwburg te Gent. Helaas werd zijn kandidatuur niet geselecteerd. Gelukkig kwam het ambt van directeur vrij in de Koninklijke Nederlandse Schouwburg (KNS) te Antwerpen en daar werd De Gruyter wel aangesteld. Nooit kon hij vermoeden dat hij in Antwerpen een onmogelijke strijd zou moeten leveren tegen de theatermentaliteit van het personeel. Zij moesten afstand doen van hun dialect en De Gruyter werd gedoodverfd als ‘mooiprater op z’n Hollands, schoolmeester, je-jij-jouwer, Dr. Zero’. Van tijd tot tijd speelde hij nog als acteur bij het Vlaamse Volkstoneel.
Meer dan wie ook ijverde De Gruyter voor de lotsverbetering van de spelers. 
In 1928 wordt De Gruyter ernstig ziek, een rustperiode in de Kempen brengt geen uitkomst. Januari 1929 vertrekt De Gruyter naar Nice in Zuid-Frankrijk voor een compleet herstel, op 27 februari overleed hij daar.

## Publicatie
- Jan Oscar de Gruyter: Het Gentse dialekt. Klank- en vormleer. Proefschrift Universiteit Gent, 1907. Heruitg. door Johan Taeldeman (2008): ISBN 978-90-72474-75-9

## Publicaties over De Gruyter (selectie)
- Dr. Jan Oskar de Gruyter, 1885-1929. Zijn levenswerk. Antwerpen, De Sikkel, 1934
- Frank Peeters: Jan Oscar de Gruyter en het Vlaamse Volkstoneel 1920-1924. Een theaterhistoriografische studie. Leuven, Peeters, 1989. (Bewerking van proefschrift uit 1986). ISBN 90-6831-198-0

- Bibliothèque nationale de France: cb14402591d (data)
- Biografisch Portaal: 40445706
- Digitale Bibliotheek voor de Nederlandse Letteren: gruy002
- Gemeinsame Normdatei: 119122022
- International Standard Name Identifier: 0000 0000 7779 7549
- Nederlandse Thesaurus van Auteursnamen: 070418721
- Système universitaire de documentation: 134247582
- Virtual International Authority File: 62351296
- WorldCat: E39PBJvxyVvfP8DHpyyjQrCJDq